# 10 mars 1985
Le dimanche 10 mars 1985 est le 69e jour de l'année 1985.

## Naissances
- Adrian Reid, joueur de football jamaïcain
- Alex Sandro da Silva, joueur de football brésilien
- Alexei Zuásnabar, joueur de football cubain
- Anquan Boldin, joueur de football américain
- Cătălin Cîmpeanu, athlète roumain
- Carlos Ruesga, handballeur espagnol
- Chris Taft, joueur de basket-ball américain
- Cooper Andrews, acteur américain
- Florian Stahel, footballeur suisse
- Ida Marko-Varga, nageuse suédoise
- Jackie Butler, joueur de basket-ball américain
- Austin Matelson, catcheur américain
- Lassana Diarra, footballeur français
- Lolita Lymoura, joueuse de basket-ball grecque
- Michal Farkas, joueur de football slovaque
- Mikko Kokslien, athlète du combiné nordique norvégien
- Morgan Uceny, athlète américaine spécialiste du demi-fond
- Petia Dacheva, athlète bulgare spécialiste du triple saut
- Victor Stancescu, joueur de hockey sur glace helvético-roumain
- Wang Beixing, patineuse de vitesse chinoise

## Décès
- Cornelis B. Van Niel (né le 4 novembre 1897), chimiste américain
- Daniel Dreyfous-Ducas (né le 11 juin 1914), homme politique français
- Gustavo Capanema (né le 10 août 1900), politicien brésilien
- Henri Joannon (né le 17 avril 1901), personnalité politique française
- Israel Regardie (né le 17 novembre 1907), figure de l'occultisme anglo-saxon
- Konstantin Tchernenko (né le 24 septembre 1911), homme d'État soviétique
- Olga Lord (née le 11 avril 1910), actrice française

## Événements
- Début de l'opération Badr dans la guerre Iran-Irak
  - Téhéran annonce que des avions irakiens ont attaqué huit villes iraniennes, faisant 254 morts.
- Rétablissement de la démocratie en Uruguay.
- Ioánnis Alevrás devient président de la troisième République hellénique, par intérim.
- Élections cantonales françaises de 1985
- Élections législatives régionales de 1985 en Sarre
- Fin des championnats du monde de patinage artistique 1985
- Fin de Paris-Nice 1985